# Cansei de Ser Sexy
Pour les articles homonymes, voir CSS.
Cansei de Ser Sexy (littéralement « (je suis) fatigué(e) d'être sexy » en portugais), aussi connu sous le sigle CSS, est un groupe de rock électronique brésilien, originaire de São Paulo. Il est formé en 2003, et constitué de Lovefoxxx, Carolina Parra, Ana Rezende, Luiza Sá et, jusqu'à la fin 2011, Adriano Cintra, qui en était le seul membre masculin. Les paroles de leurs chansons sont en anglais et en portugais et sont souvent humoristiques et influencées par la pop culture. Le groupe a sorti quatre albums studio de 2005 à 2013, les deux premiers ayant remporté un succès international.

## Biographie

### Débuts (2003–2004)
Le groupe se constitue en septembre 2003 autour de Lovefoxxx, graphiste, Luiza Sá, étudiante en arts, Ana Rezende, étudiante en cinéma, Carolina Parra, graphiste, Iracema Trevisan, styliste, et Adriano Cintra, qui est le seul véritable musicien. Ils font connaissance par le biais de réseaux sociaux sur Internet et lors de soirées en discothèques. À l'exception d'Adriano Cintra, aucune des autres membres ne sait au départ jouer d'un instrument. 

### Premiers albums et succès (2005–2007)

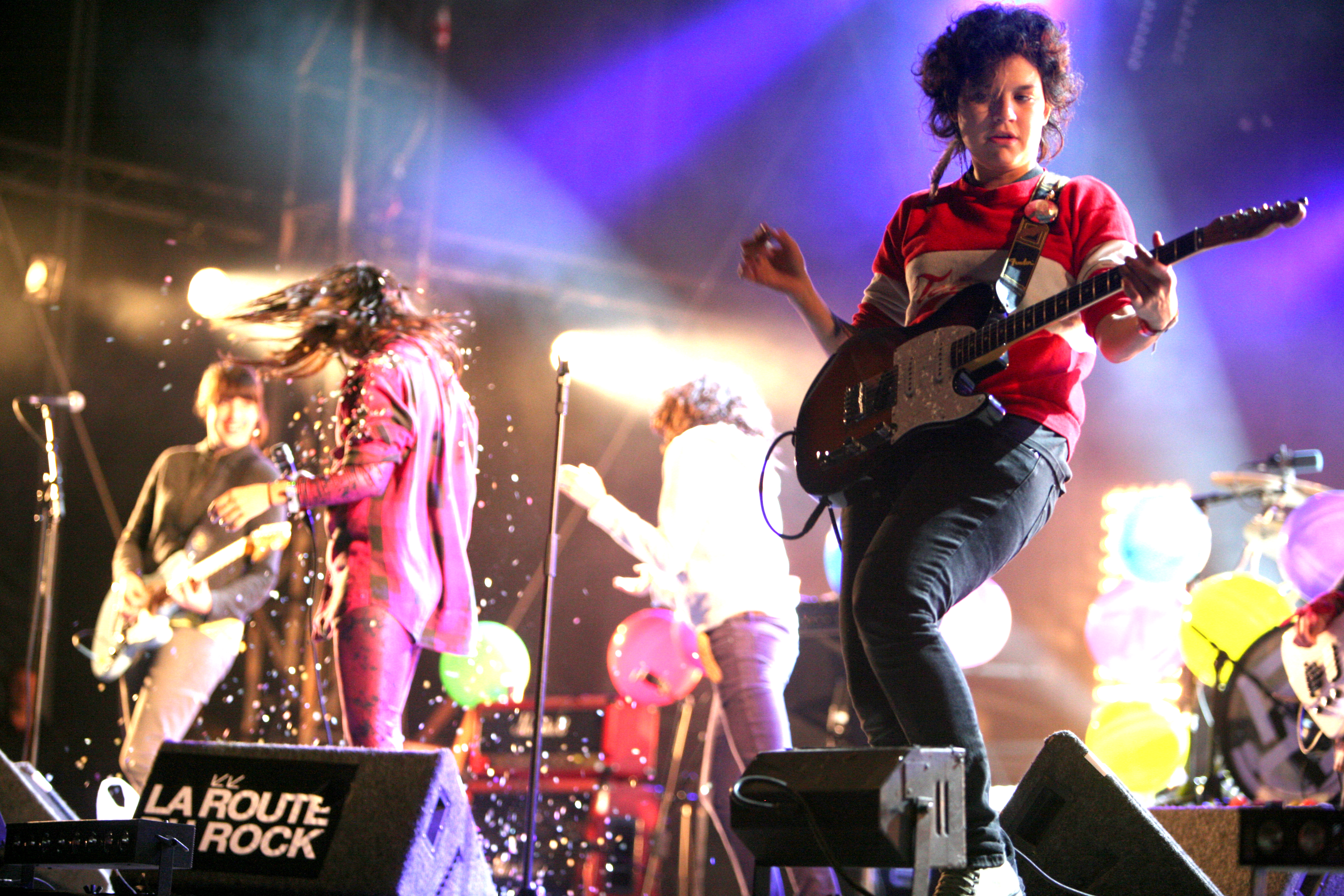
CSS à la Route du Rock en 2007.

Le groupe se fait connaître à travers ses pages internet sur les sites Fotolog et Trama Virtual, leurs chansons y étant de plus en plus téléchargées. Cette popularité virtuelle attire l'attention des médias traditionnels et le groupe se produit en 2004 au TIM Festival de Rio de Janeiro sur la même scène que Kraftwerk et 2 Many DJ's. Le groupe sort un premier EP, Em Rotterdam Já É uma Febre, en juillet 2004, puis un deuxième, A Onda Mortal / Uma Tarde com PJ en janvier 2005.
Le groupe signe un contrat avec le label brésilien Trama et enregistre son premier album, Cansei de Ser Sexy, qui sort en octobre 2005 au Brésil et qui mêle de nouvelles chansons à d'autres déjà éditées sur leurs EP. Les membres du groupe utilisent leurs talents artistiques pour forger l'image du groupe. La réputation de celui-ci franchit les frontières du Brésil et le label Sub Pop leur fait signer un contrat pour distribuer une version internationale de leur album. Cette version, de laquelle les chansons en portugais ont été retirées pour être remplacées par d'autres en anglais, sort en juillet 2006 aux États-Unis et en janvier 2007 au Royaume-Uni. Elle se classe à la 9e place du classement Top Electronic Albums de Billboard et à la 69e place de l'UK Albums Chart. Le groupe fait une tournée en Amérique du Nord en 2006 et se produit dans plusieurs festivals européens en 2007. L'utilisation de la chanson Music Is My Hot Hot Sex pour la publicité de l'iPod Touch d'Apple accroît la notoriété internationale du groupe et le single entre à la 63e place du Billboard Hot 100. Le clip devient le plus visionné de tous les temps sur YouTube.

### Donkey(2008–2012)

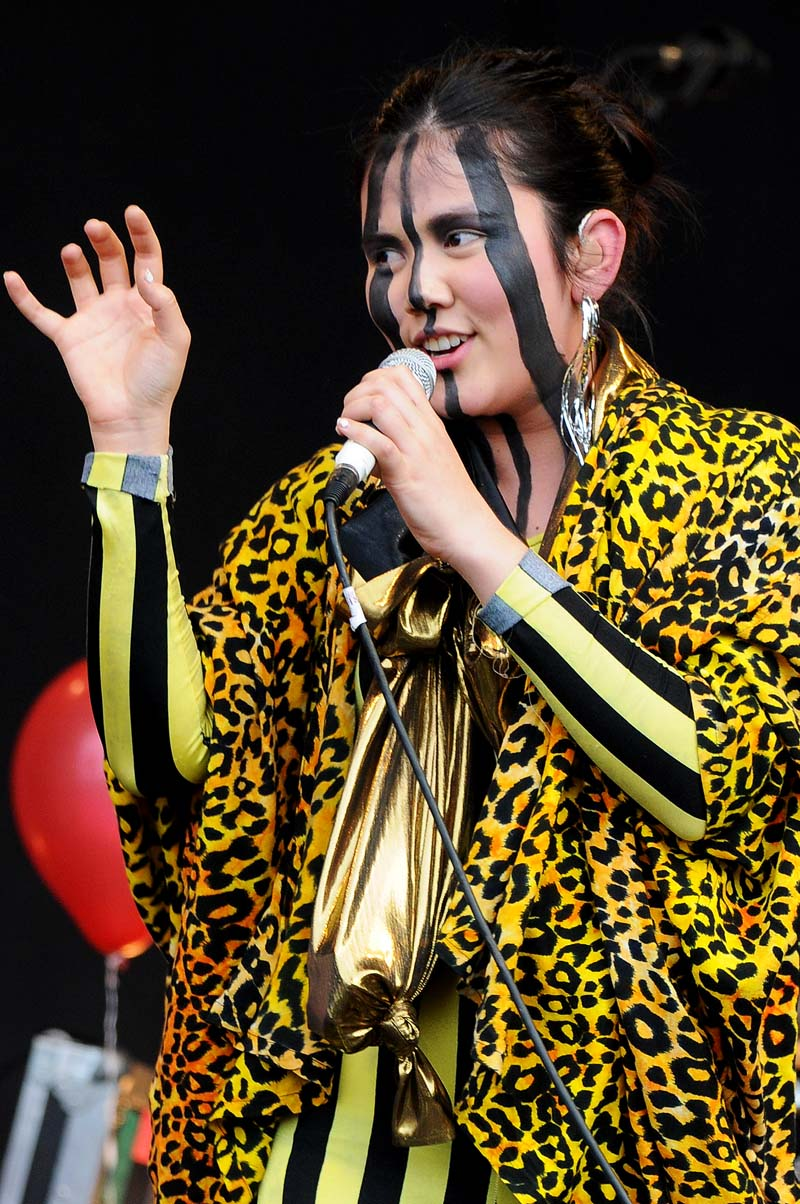
Lovefoxxx au Rise Festival de Londres en 2008.

La bassiste Ira Trevisan quitte le groupe en avril 2008, pendant l'enregistrement du deuxième album, et est remplacée à cet instrument par Adriano Cintra, le groupe faisant appel à un batteur extérieur pour ses concerts. Le départ d'Ira Trevisan est dû en partie à la professionnalisation du groupe, le ton de leurs chansons, très décalé et humoristique jusqu'alors, devenant plus sérieux. L'album Donkey, un peu moins fantaisiste et au son plus sophistiqué, sort en juillet 2008. Il rencontre le succès commercial, atteignant la 8e place du Top Heatseekers de Billboard, la 32e place au Royaume-Uni et la 54e place en France, mais est moins bien accueilli que le premier album par la critique. Le groupe se produit dans plusieurs festivals estivaux puis tourne en Europe et aux États-Unis jusqu'à la fin de l'année.
Le groupe se fait ensuite très discret pendant deux ans et change de label en signant avec V2 Records. Il enregistre son troisième album au printemps 2011, et celui-ci, La Liberación, sort au mois d'août. Le groupe s'y ouvre à de nouvelles influences telles que le reggae et l'afrobeat tout en conservant un son rock électronique. L'album connaît des ventes inférieures aux deux albums précédents et est accueilli de façon mitigée par la critique. Le groupe est en tournée durant tout l'été et l'automne 2011. En novembre 2011, Adriano Cintra, principal compositeur des chansons du groupe, annonce qu'il quitte la formation et qu'il n'autorise pas le groupe à interpréter les chansons qu'il a composées tant qu'il ne parviendront pas à un accord. Concernant les raisons de son départ, il affirme que la gloire est montée à la tête des autres membres du groupe. En décembre, un accord est trouvé pour ses droits sur les chansons du groupe et Cintra explique qu'il avait déjà failli quitter le groupe avant la sortie du troisième album en raison du manque de collaboration entre les membres. Un désaccord financier après une blessure qui l'a éloigné de la tournée a été le coup final l'ayant décidé à partir. Le groupe continue à se produire en concerts depuis lors, faisant appel à des bassistes extérieurs.

### Planta(depuis 2013)
En 2013, le groupe compose et enregistre à Los Angeles son quatrième album, Planta, qui est sorti le 10 juin. Le premier single de l'album est Hangover, une collaboration avec Tim Armstrong du groupe Rancid.

## Membres

### Membres actuels
- Lovefoxxx - chant

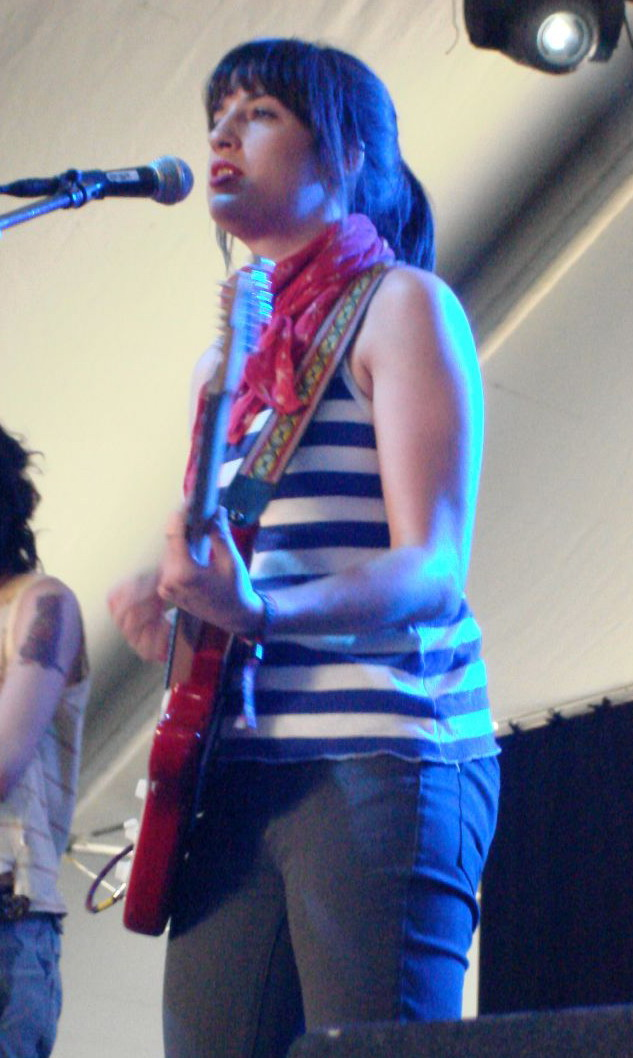
Carolina Parra au Coachella Festival en 2007.

- Carolina Parra - guitare, batterie
- Ana Rezende - guitare, claviers, harmonica
- Luiza Sá - guitare, claviers

### Anciens membres
- Adriano Cintra - batterie, basse, guitare, chant, production (2003-2011)
- Iracema Trevisan - basse (2003-2008)
- Maria Helena Zerba - claviers (2003-2005)
- Clara Ribeiro - chant (2003-2005)

## Discographie

### EP
- Em Rotterdam Já É uma Febre (2004)
- A Onda Mortal / Uma Tarde com PJ (2004)
- CSS SUXXX (2005)

### Singles
- Let's Make Love and Listen to Death from Above (2004)
- Bezzi (2005)
- Superafim (2005)
- Alala (2006)
- Off the Hook (2006)
- Alcohol (2007)
- Music Is My Hot Hot Sex (2007)
- Rat Is Dead (Rage) (2008)
- Left Behind (2008)
- Move (2008)
- Hits Me like a Rock (2011)
- City Grrrl (2011)